# The Devil Wears Prada (гурт)
The Devil Wears Prada — американський металкор-гурт з міста Дейтон, заснований 2005 року. До складу гурту входять Майк Границя (вокал, додаткова гітара), Джеремі ДеПойстер (ритм-гітара, вокал), Кайл Сіпресс (соло-гітара, бек-вокал), Мейсон Надь (бас), Джонатан Герінг (клавішні, бек-вокал) та Джузеппе Каполупо (барабани). Гурт зберігав початковий склад до виходу клавішника Джеймса Бейні.
Гурт випустив 8 альбомів: Dear Love: A Beautiful Discord (2006), Plagues (2007), With Roots Above and Branches Below (2009), Dead Throne (2011), 8:18 (2013), Transit Blues (2016), The Act (2019) і Color Decay (2022).

## Історія

### 2005—2006: заснування таDear Love: A Beautiful Discord
Гурт The Devil Wears Prada був заснований у 2005 році в Дейтоні, штат Огайо. Назва гурту походить від однойменної книги. Гурт відіграв перший концерт у 2005 році за участі запрошеного басиста та лише одного гітариста. Невдовзі до гурту приєдналися ритм-гітарист Джеремі Ді Пойстер та басист Енді Трік. Вони продовжували грати в районах Дейтона, перш ніж записали демо в кінці року під назвою Patterns of a Horizon.
Через рік після запису демо та проб на звукозаписних лейблах, гурт підписав контракт з Rise Records. Гурт був незадоволений демо, тому вони перезаписали всі треки для дебютного повноформатного альбому Dear Love: A Beautiful Discord. Альбом записали з Джоуї Стергісом у The Foundation Recording Studio в Коннерсвіллі, штат Індіана, він вийшов 22 серпня 2006 року. Останній трек альбому містить спів запрошеного вокаліста Коула Воллеса, який раніше був учасником гурту Gwen Stacy. Після випуску альбому гурт розпочав гастролі по США. The Devil Wears Prada особливо відзначились на християнському музичному фестивалі Cornerstone 2006 року після визнання їх як нового провідного музичного гурту у жанрі християнський метал.

### 2007—2008:Plagues
На момент випуску Dear Love The Devil Wears Prada вже мали пісні для другого альбому, випуск якого припав на 21 серпня 2007 року. Демоверсія пісні «HTML Rulez D00d» була розміщена на профілі гурту в Myspace 1 січня 2007 року. 11 липня AbsolutePunk почали транслювати пісню «Don't Dink and Drance», що сприяло росту популярності гурту.
Пісні «HTML Rulez D00d» і «Hey John, What's Your Name Again?» вийшли як два сингли альбому. На обидві пісні зняли музичні кліпи, які транслювалися на телевізійних каналах, таких як MTV та Fuse. 8 вересня 2007 року Plagues посів 57 позицію у чарті Billboard 200, продавши на 30 000 копій більше, ніж дебютний альбом Dear Love: A Beautiful Discord. Він був перевиданий 28 жовтня 2008 року у форматі диджипак, який включає DVD, на якому представлено музичні відео до двох синглів з альбому, а також кадри гри The Devil Wears Prada на Warped Tour та Ultimatour 2008 року. Пізніше в тому ж році гурт дав інтерв'ю East Coast Romper і заявив, що основним впливом на них були Underoath та Still Remains. Гурт записав кавер на реп-пісню «Still Fly» виконавця Big Tymers. Кавер-версію пісні було випущено у збірному альбомі Punk Goes Crunk.

### 2008—2010:With Roots Above and Branches Below
The Devil Wears Prada почали роботу над третім альбомом With Roots Above and Branches Below після участі у Warped Tour 2008 року. Перед записом і продюсуванням вокаліст Майк Граніца заявив: «Очікуйте набагато важчий і епічний запис». Клавішник Джеймс Бені також оголосив, що новий альбом буде більш механічним, але все одно міститиме їхній чіткий стиль, тоді як барабанщик Деніел Вільямс стверджував, що новий альбом буде «божевільнішим і дикішим», ніж попередні альбоми. Восени 2008 року вони дебютували з піснею з майбутнього альбому під час туру з Underoath, The Famine, Saosin, P.O.S та Person L. The Devil Wears Prada виступали із A Day to Remember, Sky Eats Airplane та Emarosa. Вони також виступали в Warped Tour 2009 року, щоб просувати випуск «With Roots Above and Branches Below». 13 березня гурт випустив пісню альбому під назвою «Dez Moines». Гурт запустив свій офіційний веб-сайт і випустив With Roots Above and Branches Below 5 травня 2009 року. Продажі альбому були задовільними та дозволили посісти 11 позицію в Billboard 200. Пісня «Dez Moines» вийшла як завантажуваний вміст для відеогри Guitar Hero World Tour 7 травня, а також пісня «Hey John, What's Your Name Again?» вийшла як завантажуваний вміст для Rock Band і Rock Band 2 30 червня 2009 року.
Окрім виступу на головній сцені Warped Tour 2009, The Devil Wears Prada також виступали на фестивалі iMatter в Ельмірі, Нью-Йорк. 13 червня вони вперше виконали на концерті пісню «Danger: Wildman». З 23 листопада по 21 грудня 2009 року гурт гастролював з All That Remains, а з 4 лютого по 21 березня 2010 року вони були включені в тур з Killswitch Engage, який відкривали Dark Tranquillity.
Читачі Alternative Press визнали The Devil Wears Prada гуртом 2009 року. 12 лютого 2010 року гурт підтвердив виробництво кліпу «Assistant to the Regional Manager», реліз якого припав на 6 квітня 2010 року з прем'єрою на Headbangers Ball.

### 2010—2013: мініальбомZombieтаDead Throne
В інтерв'ю на початку квітня для Люсі Альбертс з Alternative Press гурт розповів, що вони записують мініальбом перед початком туру Back to the Roots. Мініальбом описали як «веселий» реліз із «брутальними» піснями у дусі того, що зрештою стане майбутнім студійним альбомом гурту. Тур «Back to the Roots Tour» представив лейбл Rockstar. Майк Граніца заявив: «Одним з основних елементів Back to the Roots Tour є виконання кількох пісень з Dear Love, які ми давно не грали, і, ймовірно, не зіграємо знову або в найближчому майбутньому». 11 червня гурт оголосив про завершення запису мініальбому, який отримав назву Zombie і вийшов 23 серпня. Після завершення і анонсу мініальбому, 25 червня гурт розпочав турне Back to the Roots Tour.
У січні 2011 року в інтерв'ю Тіму Карану Граніца розповів, якими будуть ідеї та плани гурту щодо четвертого повноформатного студійного альбому. Його коментарі вийшли стосовно порівняння з останнім релізом (мініальбомом Zombie EP), і він описав, що цей альбом — «це більш важке звучання від нас. Ми думаємо, що було б розумно просунути м'язисті і важкі пісні. Ми думаємо, що було б доцільно перенести цю м'язисту, важку пісенну творчість [з Zombie] в новий повноформатник … але з сильним поєднанням того, що ми зазвичай робимо з мелодією». Було підтверджено, що альбом не буде концептуальним, як їхня попередня робота над мініальбомом Zombie, але матиме загальну тему, зосереджену на боротьбі з ідолопоклонством, яке, за словами Границі, «останнім часом тиснуло на мене». 13 червня Alternative Press почав трансляцію треку під назвою «Born to Lose», дебютного з майбутнього альбому, і того ж місяця гурт підписав контракт з Roadrunner Records. Граніца висловив думку про новий матеріал, заявивши, що він буде містити «важкі аспекти мініальбому Zombie, переплетені з мелодійністю повноформатних альбомів. „Born to Lose“ охоплює деякі з цих елементів і служить всеосяжним прев'ю до альбому». Він закінчив коментар словами: «Безумовно, я б назвав його нашим найбільш емоційним і добре написаним альбомом на сьогоднішній день».
Альбом отримав назву Dead Throne і вийшов 13 вересня 2011 року на лейблі Ferret Music. Він отримав критичний і комерційний успіх, досягнувши 10-го місця в чарті Billboard 200, продавши 32 420 копій протягом першого тижня. Dead Throne також очолив чарти християнських і незалежних альбомів, а також зайняв 3-е місце в чартах рок- і гардрок-альбомів.
На початку 2012 року гурт підтвердив участь в турі Mayhem Festival, разом з Slayer, Slipknot і As I Lay Dying. Під час цього туру 22 лютого 2012 року гурт покинув клавішник Джеймс Бейні. 26 червня 2012 року гурт випустив CD/DVD альбом під назвою Dead and Alive.

### 2013—2015: альбом8:18
25 січня 2012 року Майк Граніца оголосив в інтерв'ю для Noisecreep, що гурт працює над п'ятим альбомом, і що він буде більш похмурим, ніж Dead Throne, і лірично більш сумним і жалким. Граніца також заявив, що гітарист Кріс Рубі запропонував абсолютно невблаганний матеріал. Граніца продовжив коментувати, що він дуже схвильований клавішними партіями, над якими вони працювали після виходу Джеймса Бейні, описавши їх як «дуже темні і інтенсивні».
20 лютого 2013 року гурт оголосив, що гітарист Кріс Рубі пропустив найближчі гастролі з As I Lay Dying, щоб доглядати за новонародженою дитиною. Семюель Пеннер з For Today і In the Midst of Lions був тимчасовою заміною Рубі.
На сторінці гурту у Facebook було оголошено, що новий альбом отримає назву 8:18, реліз якого відбувся 17 вересня 2013 року. Попередні замовлення розпочалися 30 липня 2013 року і включали в себе треки «Home for Grave» і «Martyrs». Лірик-відео «Martyrs» вийшло 30 липня 2013 року на Rolling Stone і 31 липня 2013 року на офіційній сторінці гурту на YouTube. На початку 2014 року було оголошено, що гурт виступить на одній з головних сцен у рамках туру Warped Tour 2014.

### 2015—2018: зміна лейбла, мінливий склад таTransit Blues
7 березня 2015 року гурт розірвав контракт із лейблом Rise Records. Десять днів по тому вони оголосили про вихід гітариста-засновника Кріса Рубі і про те, що випустять новий мініальбом під назвою Space. Гурт також випустить 7-дюймову платівку на День музичних магазинів під назвою South of the City на лейблі Atlantic/Roadrunner. 14 березня гурт вирушив у турне, присвячене п'ятиріччю виходу мініальбому Zombie. Гурт виконав «Supernova», пісню з Space, і випустив її 18 червня; за нею послідувала ще одна пісня, під назвою «Alien», 4 серпня. Перед виходом мініальбому Граніца оголосив, що у них з'явився новий гітарист на ім'я Кайл Сіпресс, колишній гітарний технік колективу. Мініальбом Space вийшов 21 серпня. 20 серпня відбулася прем'єра відеокліпу на перший трек «Planet A». 2 липня 2016 року гурт розійшовся з барабанщиком Деніелом Вільямсом.
15 липня 2016 року гурт випустив нову пісню разом з відеокліпом під назвою «Daughter». 18 липня 2016 року, всього через пару днів після виходу «Daughter», гурт оголосив, що новий альбом Transit Blues вийде 7 жовтня 2016 року. Пізніше, 18 липня 2016 року, Джузеппе Каполупо, барабанщик гуртів Demise of Eros, Haste the Day і Once Nothing, заявив, що брав участь у записі альбому Transit Blues. Пізніше гурт випустив відео на пісню «To the Key of Evergreen». 7 жовтня 2016 року вийшов альбом Transit Blues. На питання про приєднання Джузеппе Каполупо до складу гурту, Граніца відповів: «Я цілком бачу це як постійну заміну, якщо справи підуть добре». 2017 року гурт вирушив у турне з Anthrax і Killswitch Engage під назвою «Killthrax Tour». 24 вересня 2018 року гурт підписав контракт з лейблом Solid State Records.

### 2019— дотепер:The Act,ZIIтаColor Decay
У 2019 році Герінг і Каполупо приєдналися до гурту як офіційні учасники. Вони продовжили роботу над записом нового альбому, де Герінг разом із продюсером Сонні ДіПеррі займався написанням пісень і продюсуванням. 23 серпня 2019 року гурт випустив перший сингл «Lines of Your Hands» з сьомого студійного альбому The Act, який вийшов 11 жовтня 2019 року. Тоді ж гурт показав обкладинку альбому та трек-лист. 13 вересня вони представили другий сингл «Please Say No». 27 вересня, через чотири дні після виходу «Please Say No», вийшов третій сингл «Chemical». Сингл отримав ефір на християнському радіо, досягнувши 47 місця в чарті Billboard Hot Christian Songs.
23 вересня 2020 року гурт випустив епізод свого подкасту (The Prada Pod), в якому обговорив вихід басиста Енді Тріка з гурту та його заміну, колишнього гастрольного басиста Мейсона Надья. 7 квітня 2021 року було оголошено назву, обкладинку та трек-лист нового мініальбому ZII, який є продовженням альбому Zombie 2010 року і присвячений темі безнадії та частково натхненний пандемією COVID-19. 23 квітня вийшов перший сингл мініальбому, «Termination». 14 травня, за тиждень до релізу, гурт випустив другий сингл «Nightfall».
29 вересня гурт випустив перший після ZII сингл під назвою «Sacrifice» разом із супровідним музичним відео. 3 лютого 2022 року гурт представив другий сингл «Watchtower» та відповідне музичне відео. 7 червня вийшов третій сингл «Salt». Тоді ж вони оголосили, що восьмий студійний альбом Color Decay вийде 16 вересня 2022 року. 26 липня гурт випустив четвертий сингл «Time» разом із відеокліпом. 13 вересня, за три дні до виходу альбому, гурт опублікував п'ятий і останній сингл «Broken». 16 березня 2023 року гурт випустив шостий сингл «Reaching», одночасно анонсувавши делюкс-видання альбому, реліз якого запланований на 5 травня 2023 року. Тоді ж гурт офіційно показав обкладинку альбому і трек-лист. 21 квітня вийшов сьомий сингл «Ignorance». 8 березня 2024 року вийшов сингл «Ritual» з супровідним кліпом.

## Музичний стиль
У ранні роки гурт і його творчість деякі джерела описували як металкор і християнський метал. Згідно з Audio Ink Radio, «поєднуючи найкращі елементи американського металкору та європейського мелодійного металу, the Devil Wears Prada з Дейтона, штат Огайо, живуть мрією важкої музики: дарують метал з легким фейсліфтингом наступному поколінню хедбенгерів». Переконання учасників гурту та тематика їхньої музики також призвели до того, що їхній жанр був описаний як «християнський металкор».
У 2021 році Cайпресс у відповідь на питання про те, чи вважають вони все ще свою музику християнською, заявив в Reddit AMA, що «ми не просували гурт як християнський протягом тривалого часу. Більшість з нас не є християнами, але ми прагнемо писати музику, яку весело грати!».

## Назва гурту
Незважаючи на припущення, що гурт назвав себе на честь однойменного фільму, виявилося, що він був сформований ще до виходу фільму на екрани. Вони пояснили, що їхня назва ґрунтується на антиматеріалістичному світогляді і походить від назви роману «Диявол носить Прада». Під час вибору назви учасники гурту припускали, що роман містить антиматеріалізм як мораль, доки пізніше не виявили, що роман зовсім не містить такого послання. Незважаючи на цю помилку, учасники гурту відмовилися змінювати назву і вирішили, що вони створять нове, нематеріалістичне визначення, яке вказує на те, що на Страшному Суді Бог не дивитиметься на майно людей.

## Склад гурту
Поточний склад
- Майк Граніца (англ. Mike Hranica) — скримінг, тексти, гітара (з 2005)
- Джеремі Ді Пойстер (англ. Jeremy DePoyster) — ритм-гітара, чистий вокал (з 2005)
- Кайл Сайпрес (англ. Kyle Sipress) — соло-гітара, бек-вокал (з 2015)
- Джузеппе Каполупо (англ. Giuseppe Capolupo) — ударні (з 2019; концертний учасник 2016—2019)
- Джонатан Герінг[89] (англ. Jonathan Gering) — клавішні (з 2019; концертний учасник 2012—2019)
- Мейсон Нагі (англ. Mason Nagy) — бас-гітара (з 2019)

Колишні учасники
- Джеймс Бані (англ. James Baney) — клавішні (2005—2012)
- Кріс Рубі (англ. Chris Rubey) — соло-гітара (2005—2015; перерва 2013—2015)
- Деніел Вільямс (англ. Daniel Williams) — ударні (2005—2016)
- Енді Трік (англ. Andy Trick) — бас-гітара (2005—2019; перерва 2018—2019)

Колишні сесійні учасники
- Семюел Пеннер — соло-гітара (2013)

Шкала

## Дискографія

### Альбоми
| Назва                               | Дата випуску    | Лейбл               |
| ----------------------------------- | --------------- | ------------------- |
| Dear Love: A Beautiful Discord      | 22 серпня 2006  | Rise Records        |
| Plagues                             | 21 серпня 2007  | Rise Records        |
| With Roots Above and Branches Below | 5 травня 2009   | Ferret Music        |
| Dead Throne                         | 13 вересня 2011 | Ferret Music        |
| 8:18                                | 11 вересня 2013 | Roadrunner Records  |
| Transit Blues                       | 7 жовтня 2016   | Rise Records        |
| The Act                             | 11 жовтня 2019  | Solid State Records |
| Color Decay                         | 16 вересня 2022 | Solid State Records |

Мініальбоми
- Zombie EP (2010)
- Space EP  (2015)
- Chemical EP (2019)
- ZII EP (2021)

Демо
- Patterns of a Horizon (2005)